# رخت‌شوی
رخت‌شوی (فرانسوی: La Blanchisseuse‎) یا لباس شوی، یک نقاشی رنگ روغن بر روی بوم کرباس از نقاش هنرمند فرانسوی آنری دو تولوز-لوترک می‌باشد که در سال ۱۸۸۶ طرح گردید، در نوامبر سال ۲۰۰۵ با مبلغ ۲۲ میلیون دلار در حراج کریستیز به یک مجموعه‌دار کلکسیون خصوصی فروخته شد